# Stig
Stig ist ein skandinavischer männlicher Vorname.

## Herkunft und Bedeutung
Stig ist eine moderne Form des altnordischen Stígr mit der Bedeutung Steig oder Pfad., könnte aber auch von stiga (Wanderer) abgeleitet sein.

## Namensträger

### Vorname
- Stig Amthor (* 1970), deutscher Rennfahrer
- Stig Anderson (1931–1997), schwedischer Musikproduzent und Komponist, Manager der Gruppe ABBA
- Stig Berge (* 1942), norwegischer Orientierungsläufer
- Stig Inge Bjørnebye (* 1969), norwegischer Fußballspieler und -trainer
- Stig Blomqvist (* 1946), schwedischer Rallyefahrer
- Stig Claesson (1928–2008), schwedischer Schriftsteller, bildender Künstler und Illustrator
- Stig Dagerman (1923–1954), schwedischer Schriftsteller
- Stig Engström (Tatverdächtiger) (1934–2000), schwedischer Hauptverdächtiger im Mordfall Olof Palme
- Stig Engström (Schauspieler) (* 1942), schwedischer Schauspieler
- Stig Ericson (1929–1986), schwedischer Musiker
- Stig Förster (* 1951), deutscher Historiker
- Stig Guldberg (1916–1980), dänischer Pädagoge
- Stig Hallgren (1925–2014), schwedischer Fotograf und Polarforscher
- Stig Joar Haugen (* 1990), norwegischer Rapper und Sänger, siehe Stig Brenner
- Stig Hoffmeyer (1940–2022), dänischer Schauspieler
- Stig Järrel (1910–1998), schwedischer Schauspieler und Regisseur
- Stig Kanger (1924–1988), schwedischer Philosoph und Logiker
- Stig Larsson (* 1955), schwedischer Filmproduzent, Regisseur und Autor
- Stig Lindberg (1916–1982), schwedischer Designer und Keramiker
- Stig-Göran Myntti (1925–2020), finnischer Fußball- und Bandyspieler
- Stig Nyström (1919–1983), schwedischer Fußballspieler
- Stig Olin (1920–2008), schwedischer Schauspieler, Regisseur, Drehbuchautor, Komponist und Sänger
- Stig Persson (1934–1968), schwedischer Ringer
- Stig Rästa (* 1980), estnischer Popmusiker
- Stig Gustav Schönberg (* 1933), schwedischer Komponist und Organist
- Stig Strand (* 1956), schwedischer Skiläufer
- Stig Tøfting (* 1969), dänischer Fußballspieler
- Stig Wennerström (1906–2006), schwedischer Offizier

### Kunstfigur
- The Stig, professioneller anonymer Rennfahrer der Autosendung Top Gear
- Stig, Künstlername von Pasi Petteri Siitonen, finnischer Hip-Hop-Musiker

### Namenskürzel
- Stig, Kürzel des deutschen Grafikers und Karikaturisten Roland Stigulinszky